# خاتمه
خاتمه فیلمی به کارگردانی و نویسندگی برادران زارعی و محصول سال ۱۳۹۸ است. این مستند که ساخت آن ۳ سال زمان برده‌است و در مدت زمان ۸۹ دقیقه تولید شده، بعد از موفقیت و کسب جایزه در دوازدهمین جشنواره بین‌المللی سینما حقیقت، جایزه بهترین تدوین، لوح تقدیر بهترین کارگردانی و کاندیدای بهترین فیلم در این جشنواره و همچنین جایزه بهترین فیلم بلند از آکادمی جوایز فیلم فلورانس ایتالیا، در دومین حضور بین‌المللی خود به جشنواره لایپزیگ آلمان رفت.

## داستان
فیلم داستان زندگی یک دختر افغانستانی را به تصویر می‌کشد که به دلیل ازدواج زود هنگام و خشونت توسط خانواده، از خانه فرار می‌کند و خود را به اورژانس اجتماعی سازمان بهزیستی شیراز می‌رساند و از آنها درخواست کمک می‌کند اما بعد از پیگیری‌های خانواده او، برادرش که گلاب نام دارد با تهدید کردن خاتمه که اگر به خانه برنگردد او را به افغانستان می‌فرستد مانع از طلاق گرفتنش می‌شود و…

## افتخارات
| رویداد                           | تاریخ | محل                       | رده               | گیرنده                 | نتیجه    |
| -------------------------------- | ----- | ------------------------- | ----------------- | ---------------------- | -------- |
| زندگی پس از نفت                  | ۲۰۲۱  | ساساری، ایتالیا           | بهترین فیلم       | مهدی زارعی، هادی زارعی | برنده    |
| آم‌داک                            | ۲۰۲۰  | پالم اسپرینگ، ایالت متحده | بهترین فیلم مستند | مهدی زارعی، هادی زارعی | نامزدشده |
| جشنواره فیلم کاردیف              | ۲۰۲۰  | کاردیف، بریتانیا          | بهترین فیلم مستند | مهدی زارعی، هادی زارعی | نامزدشده |
| جشنواره فیلم‌های مستند درخت طلایی | ۲۰۲۰  | فرانکفورت، آلمان          | بهترین فیلم مستند | مهدی زارعی، هادی زارعی | نامزدشده |
| جشنواره بین‌المللی فیلم زنان هرات | ۲۰۲۰  | کابل، افغانستان           | بهترین فیلم مستند | مهدی زارعی، هادی زارعی | برنده    |
| جشنواره فیلم بنگلادش             | ۲۰۲۰  | داکا، بنگلادش             | بهترین فیلم مستند | مهدی زارعی، هادی زارعی | نامزدشده |
| جشنواره فیلم فیسونوا             | ۲۰۲۰  | مادرید، اسپانیا           | بهترین فیلم مستند | مهدی زارعی، هادی زارعی | نامزدشده |
| جایزه بزرگ فلورانس               | ۲۰۲۰  | فلورانس، ایتالیا          | بهترین فیلم       | مهدی زارعی، هادی زارعی | برنده    |
| داک لایپزیک                      | ۲۰۱۹  | لایپزیک، آلمان            | بهترین فیلم       | مهدی زارعی، هادی زارعی | نامزدشده |
| ایران‌سی                          | ۲۰۱۹  | پراگ، جمهوری چک           | بهترین فیلم       | مهدی زارعی، هادی زارعی | نامزدشده |
| جشنواره سینما حقیقت              | ۲۰۱۸  | تهران، ایران              | بهترین فیلم       | مهدی زارعی، هادی زارعی | برنده    |
| جشنواره سینما حقیقت              | ۲۰۱۸  | تهران، ایران              | بهترین تدوین      | بابک حیدری             | برنده    |

## عوامل
- کارگردان، فیلمبردار، صدابردار: مهدی و هادی زارعی
- تدوین:
  - بابک حیدری
  - دستیار تدوین: احسان امینی میلانی
- موسیقی: ستار اورکی
- طراحی و ترکیب صدا:
  - علیرضا علویان
  - دستیار صداگذاری: بهزاد مهدی‌زاده
- اصلاح رنگ و نور:
  - حمیدرضا فطوره‌چیان
  - سیندخت رحیمیان
- دستیار کارگردان و برنامه‌ریز: عسل ستایش
- مدیر تولید: علی‌اکبر زارعی
- مدیر صحنه و امور هماهنگی: جواد زحمتکش
- تحقیق و پژوهش: مهدی و هادی زارعی
- عکاس: محمد دهقانی
- سرمایه‌گذار: مُنا محب
- تهیه‌کننده: مهدی و هادی زارعی[۳][۵]